# Marty Flax
Marty Flax (geboren als Martin Flachsenhaar, Jr.) (New York, 7 oktober 1924 - 3 juli 1972) was een Amerikaanse jazz-saxofonist (voornamelijk baritonsaxofoon, ook tenorsaxofoon) en klarinettist.
Flax' grootouders waren afkomstig uit Duitsland, zijn achternaam is een veramerikanisering van zijn geboortenaam. Flax speelde bij Louis Jordan, Dizzy Gillespie, Pérez Prado, Les Elgart, Claude Thornhill, Woody Herman (optredens in Zuid-Amerika) en Buddy Rich. Tevens had hij een eigen groep, waarmee hij een vaste plek had in Cafe Society. Hij speelde mee op platen van Jordan, Gillespie, Sam Most, Puente, Melba Liston, Rich, Herman, Pete Rugolo en Bobby Scott.